# Jægersborggade
Jægersborggade er en gade på Nørrebro i København. 
Hele gaden blev opført som spekulationsbyggeri omkring århundredeskiftet, og de sidste bygninger blev færdiggjort i 1928. Efter en skiftende historie som arbejderboliger, ejet af forskellige spekulanter, blev de fleste af gadens ejendomme i 1993 til andelsboligforeningen AB Jæger. Udover AB Jæger, der har omkring 500 lejligheder, findes der enkelte mindre andelsboligforeninger i Jægersborggade. To opgange er stadigvæk private udlejningsejendomme. 
Jægersborggade er brostensbelagt, og en af de få gader i København, der fremstår i sin originale opbygning. Efter 2. verdenskrig bukkede stort set alle små forretninger i gaden under, og først i 2001 blev der lanceret en plan til genrejsning af et lokalt erhvervsliv; en plan, der har ført til at gaden igen har et varieret butiksmiljø. I dag er der mere end 40 små specialforretninger, der har til huse i de tidligere pulterkældre. Her findes både kaffebarer, restauranter, caféer, tøjbutikker, delikatesseforretninger m.m. I 2009 er en større fugtsikringssag i gang, så de gamle traditionsrige huse kan bevares.
I starten af 1900-tallet boede barnemordersken Dagmar Overby i Jægersborggade.

## Eksterne kilder
- Handelstandsforeningens egen hjemmeside (Webside ikke længere tilgængelig)

55°41′33.8″N 12°32′38.08″Ø / 55.692722°N 12.5439111°Ø